# 17LIVE

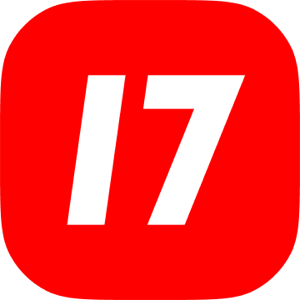

17LIVE는 대륙에 걸쳐 8개 시장에서 운영되는 글로벌 라이브 소셜 엔터테인먼트 플랫폼이다.
이 사업은 제프리 황(Jeffery Huang)이 2015년 대만에서 처음 설립했다. 2017년 일본 시장 진출 이후 선두 자리를 유지하며 일본, 대만, 홍콩 등지에서 최대 규모의 라이브 엔터테인먼트 플랫폼으로 자리매김했다. 현재 이 플랫폼은 전 세계적으로 46,000명 이상의 계약 아티스트를 보유하고 있으며 월간 활성 사용자 수는 200만 명 이상이다.
17LIVE는 성공과 함께 몇 년 동안 역풍도 겪었다. 가장 주목할만한 점은 2018년 미국 IPO 시도가 실패했다는 것이다. 그 이후로 회사는 사업을 개혁하고 변화시키려는 야망을 더욱 확고히 했다. 일부 주요 이니셔티브에는 현 CEO 오노 히로후미 채용, 팩터(Paktor, 즉 데이트 소프트웨어 사업부) 분사, 창립자 제프리 황의 완전 인수, MEME 및 핸즈업(HandsUp) 인수 등이 포함된다.
17LIVE는 현재 자사의 주력 라이브 스트림 앱인 17LIVE(영어 시장의 LIVIT), MEME 라이브 및 라이브 스트림 전자상거래 플랫폼인 핸즈업 및 오더팰리(OrderPally)로 구성된 전 세계 3위의 라이브 방송 플랫폼이다.